# La Chapelle-Saint-Laurent
La Chapelle-Saint-Laurent är en kommun i departementet Deux-Sèvres i regionen Nouvelle-Aquitaine i västra Frankrike. Kommunen ligger i kantonen Moncoutant som tillhör arrondissementet Parthenay. År 2022 hade La Chapelle-Saint-Laurent 2 080 invånare.

## Befolkningsutveckling
Antalet invånare i kommunen La Chapelle-Saint-Laurent
| Referens: INSEE |